# Lina Volonghi
Lina Volonghi, pe numele său real  Giuseppina Angela Volonghi, (n. 4 septembrie 1914, Genova, Italia – d. 24 februarie 1991, Milano, Italia) a fost o actriță italiană de teatru, radio, film, voce și televiziune.

## Biografie
Giuseppina Angela Volonghi, care fusese una speranțele de înot de performanță în tinerețe, a început o carieră de actriță în teatru în 1933 în comedia I manezzi pe' majâ na figgia, în compania lui Gilberto Govi..
După șase ani, a părăsit trupa lui Govi și s-a mutat la Roma, unde s-a alăturat companiei de teatru a lui Anton Giulio Bragaglia.
În acești ani, Volonghi este apreciată de critici pentru versatilitatea ei în roluri comice și dramatice. Ulterior, a lucrat cu Luchino Visconti, Giorgio Strehler și Luigi Squarzina, printre alții.
De asemenea, Lina Volonti a fost activă în film, radio și televiziune, pensionându-ae în 1986 în urma unui atac de cord.
Lina Volonghi a fost căsătorită cu actorul Carlo Cataneo.

## Filmografie parțială[3][4]
- 1955 La Belle de Rome (La bella di Roma), regia Luigi Comencini
- 1955 Io piaccio
- 1961 Viață dificilă (Una vita difficile), regia Dino Risi
- 1974 Vânzătorul de baloane (Il venditore di palloncini), regia Mario Gariazzo
- 1975 La Femme du dimanche (La donna della domenica), regia Luigi Comencini
- 1977 Cara sposa, regia Pasquale Festa Campanile
- 1981 Camera de hotel (Camera d'albergo), regia Mario Monicelli
- 1981 Nessuno è perfetto
- 1984 La Septième Cible, regia Claude Pinoteau